# Hippasa cinerea
Hippasa cinerea är en spindelart som beskrevs av Simon 1898. Hippasa cinerea ingår i släktet Hippasa och familjen vargspindlar. Inga underarter finns listade i Catalogue of Life.